# Andreas Schenk (Schachspieler)
Andreas Schenk (* 24. Mai oder 27. Mai 1982 in Bühlertal) ist ein deutscher Internationaler Meister im Schach.

## Leben

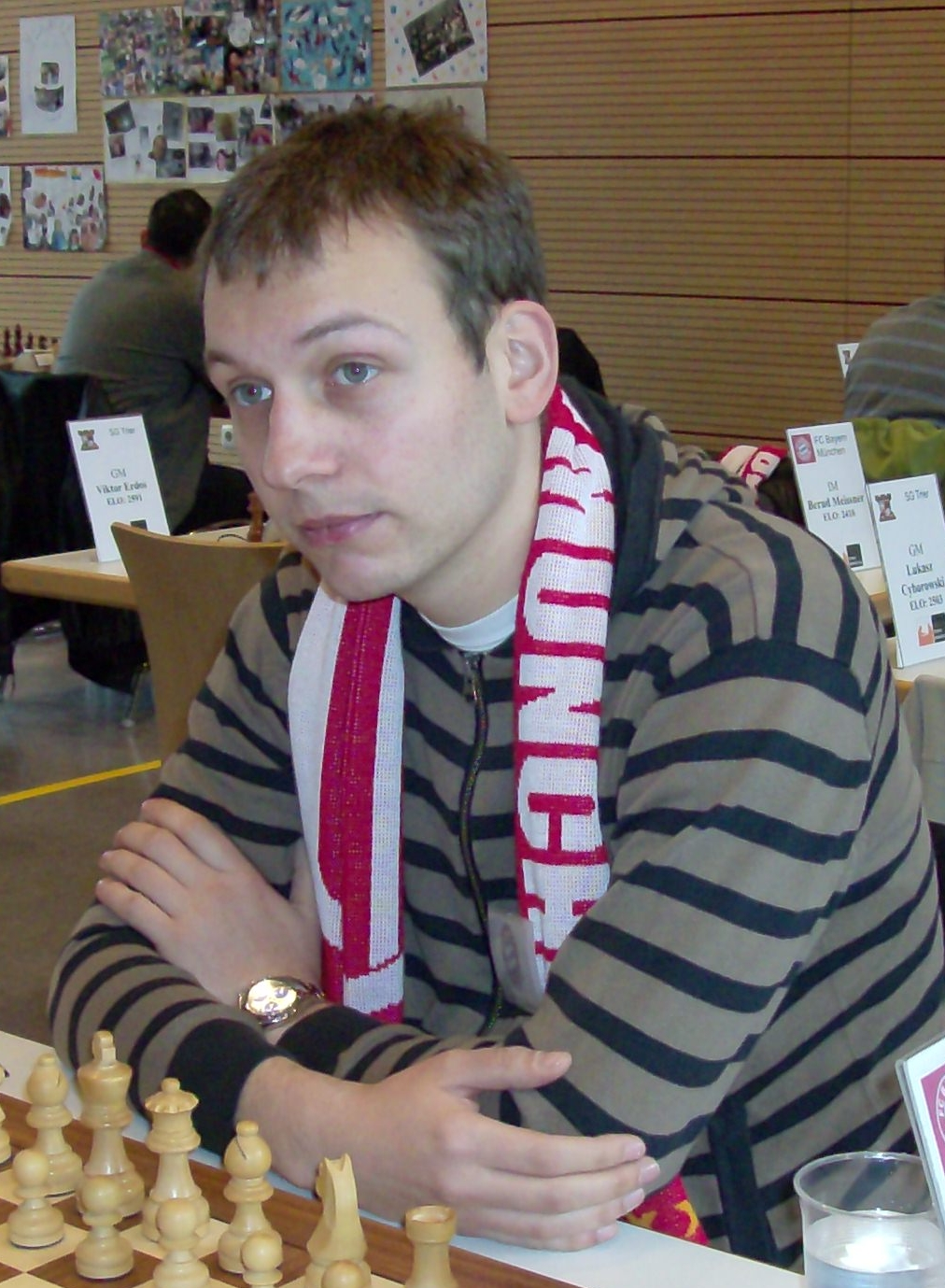
Andreas Schenk, 2010

Schon früh machte er auf seine schachspielerischen Fähigkeiten aufmerksam, so dass er im Trainingszentrum Baden-Baden unter dem Training von (u. a.) Philipp Schlosser, Rustem Dautov und Viswanathan Anand bald die Spielstärke eines starken Internationalen Meisters (Elo 2500) errang.
Seine Erfolge umfassen unter anderem einen Sieg bei der deutschen U20-Jugendmeisterschaft im Jahr 2000 in Überlingen, den Gewinn des Mitropa-Cups 2003 mit der deutschen Nationalmannschaft, den dritten Platz bei der deutschen Blitzmeisterschaft 2005 und den Gewinn der NATO-Einzelmeisterschaften 2005, 2006 und 2009.
Andreas Schenk spielte bis 2009 für die OSG Baden-Baden (von 2002 bis 2004 in der 1. Bundesliga, anschließend in der zweiten Bundesliga Süd für die zweite Mannschaft an Brett 1), danach wechselte er zum FC Bayern München.
In der britischen Four Nations Chess League spielte er von 2005 bis 2007 für die Slough Sharks, in Österreich in der Saison 2002/03 und erneut von 2009 bis 2013 für den SK Fürstenfeld.
In Frankreich spielte er von 2002 bis 2006 für Bischwiller.
Mit dem luxemburgischen Verein Gambit Bonnevoie nahm er am European Club Cup 2000 teil und erreichte das zweitbeste Einzelergebnis am zweiten Brett.